# Sardoal (freguesia)
Sardoal es una freguesia portuguesa del concelho de Sardoal, con 29,93 km² de superficie y 2.319 habitantes (2001). Su densidad de población es de 77,5 hab/km².